# Sašo Robič
Sašo Robič (Jesenice, 5 maggio 1967 – 7 agosto 2010) è stato uno sciatore alpino e allenatore di sci alpino sloveno che gareggiò per la nazionale jugoslava.

## Biografia
Robič, specialista delle prove tecniche e fratello del ciclista Jure, ottenne i primi successi in campo internazionale al Trofeo Topolino e vinse la medaglia d'argento nello slalom speciale sia ai Mondiali juniores di Sugarloaf 1984, sia l'anno dopo nella rassegna iridata giovanile di Jasná 1985. Colse il primo piazzamento in Coppa del Mondo il 17 gennaio 1989 ad Adelboden in slalom gigante (15º) e partecipò ai successivi Mondiali di Vail 1989, senza ottenere risultati di rilievo; conquistò il miglior risultato in Coppa del Mondo il 23 gennaio 1990 a Veysonnaz in slalom gigante (12º), suo ultimo piazzamento agonistico. Non prese parte a rassegne olimpiche e dopo il ritiro divenne allenatore nei quadri della Federazione sciistica della Slovenia, seguendo prima la nazionale maschile, poi quella femminile; morì suicida il 7 agosto 2010.

## Palmarès

### Mondiali juniores
- 2 medaglie:
  - 2 argenti (slalom speciale a Sugarloaf 1984; slalom speciale a Jasná 1985)

### Coppa del Mondo
- Miglior piazzamento in classifica generale: 88º nel 1990

### Coppa Europa
- Miglior piazzamento in classifica generale: 25º nel 1986

### Campionati jugoslavi
- 2 medaglie (dati parziali)[2]:
  - 2 argenti (discesa libera, combinata nel 1987)